# Чернелицький замок
Чернели́цький за́мок — пам'ятка архітектури XVII століття у містечку Чернелиця на Івано-Франківщині.

## Історія
Будівництво замку почалось між 1607 та 1636 роками за ініціативою власниці Чернелиці, останньої з роду Язловецьких — Ядвіґи, дружини ротмістра Анджея Белжецького.
Замок збудований коштом брацлавського воєводи Михайла Чарторийського у 1659 році. В 1672 та 1676 роках зазнав пошкоджень під час війни з турками (також татарами, волохами). По відбудові відігравав важливу роль під час польсько-турецької війни в 1683–1699 роках. Це була найбільша східна фортеця Речі Посполитої на правому березі Дністра. В часи молдавських походів Яна III Собеського замок був місцем зберігання провіанту і фуражу. Кілька разів тут зупинявся сам король.
Один із найактивніших учасників консерваторського уряду Галичини кінця XIX століття Олександр Чоловський так описував цю пам'ятку старовини:
|  | Залишки замку займали земельний простір у 2,5 га. Кам'яні мури, що оточували цей простір, становили квадрат. Мури товщиною майже два метри, висотою 2,5 метра, з розміщеними в них бійницями, були значною перешкодою для ворога. |

На рубежі XVIII–XIX століть замком володіли Ценські.
У 1892 році тодішній власник замку Самуель Мосберґ хотів замок перебудувати. Але розпорядженням Городенківського староства під загрозою покарання виконувати будь-які будівельні роботи заборонялось. 
Останні власники мешкали в замку до вересня 1939 року. Прихід радянської влади змінив статус історичної пам'ятки, що поступово перетворювалася на велику руїну, але формально охоронялася як пам'ятка архітектури Української РСР (№ 251).

## Архітектура
Чернелицький замок займає квадратну ділянку площею 2 гектари і збудований за новою бастіонною системою. Його оборонні мури сягають 6-метрової висоти, товщиною до 2,5 м, у них є бійниці для вогнепальної зброї. По кутах замку розташовані чотири гострокутні бастіони.
Всередині західного муру, який зберігся найкраще, розміщена двоповерхова в'їзна квадратна вежа з арковим проїздом, обрамленим білим каменем, покрита дахом. Це в'їздова вежа з брамою, яка архітектурно оздоблена і привертає до себе увагу. Її передній фасад прикрашений гербом «Погоня», вирізьбленим у камені. Місце, де був вирізьблений рік, пошкоджене.
Посередині висоти брами з правого боку є отвір для гармати, з лівого — вхід до льохів. Західний фасад брами прикрашений гербом «Пилява», що розміщений над кам'яними одвірками брами, біля герба — латинські літери E.S.X.C.W.B, що означали: «Єфросинія Станіславіцька, княгиня Чарторийська, воєводина брацлавська (друга дружина Михайла Чарторийського)».

## Галерея

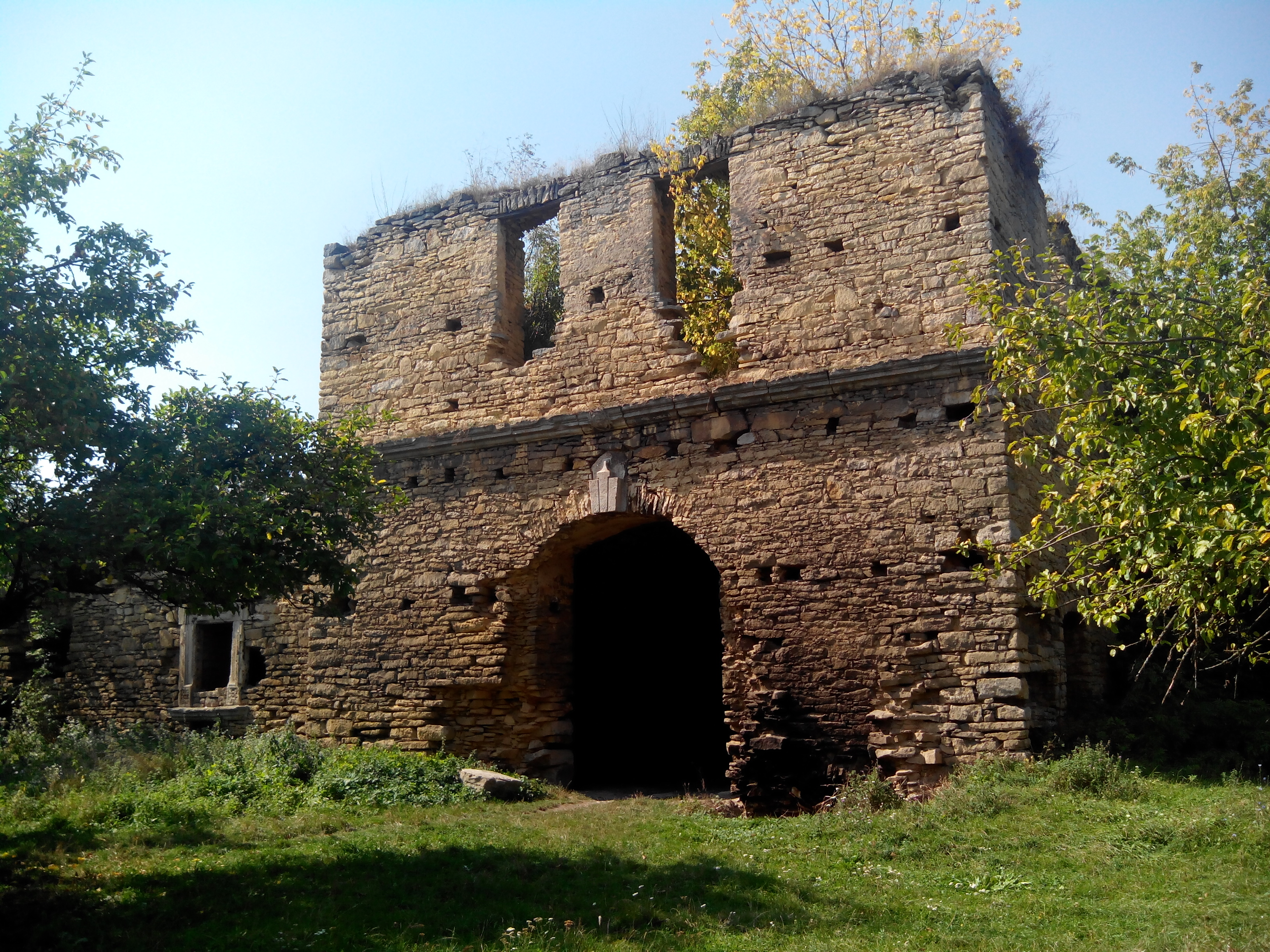
Брама Чернелицького замку з території руїн замку
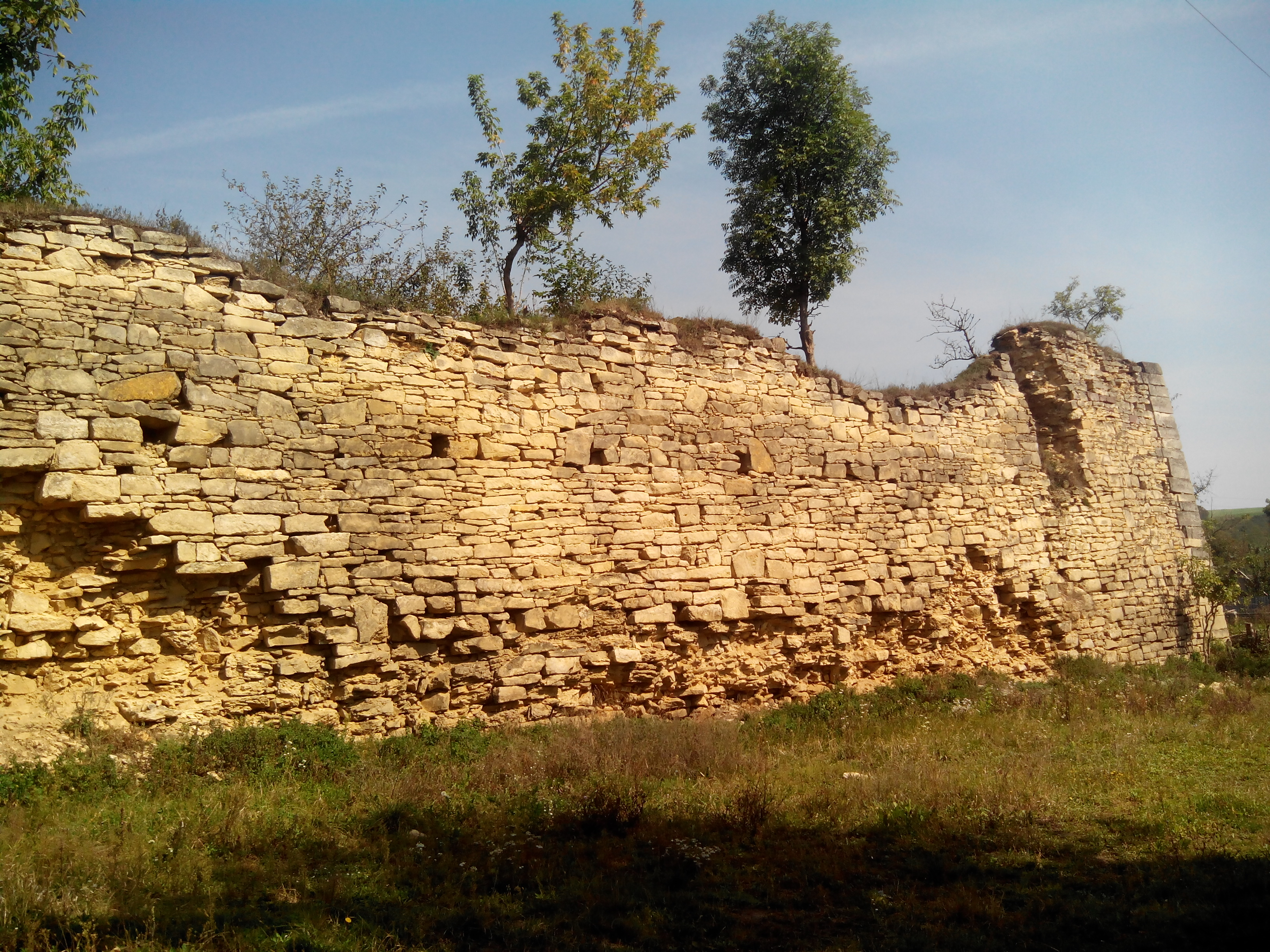
Мур Чернелицького замку
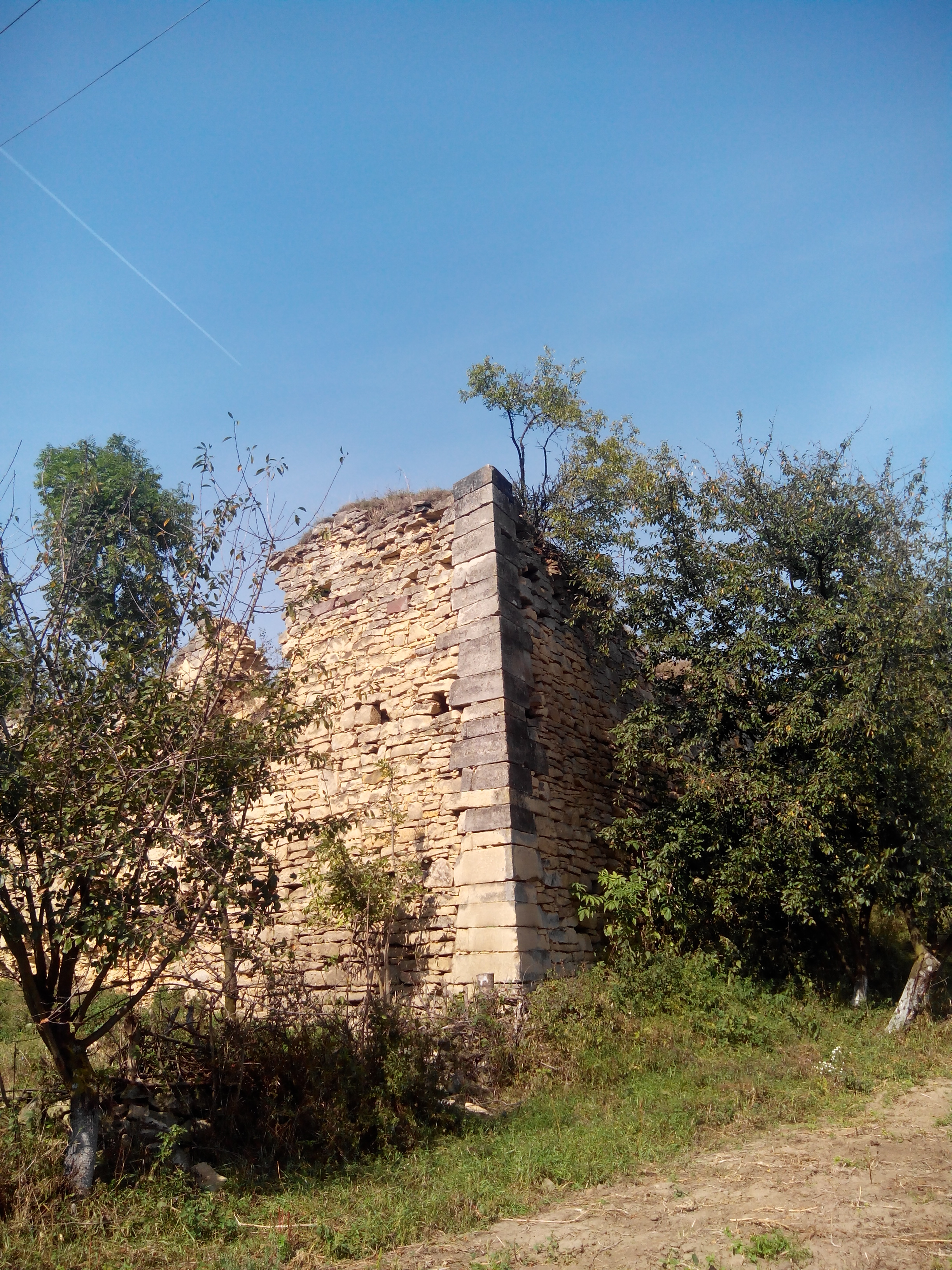
Мур Чернелицького замку
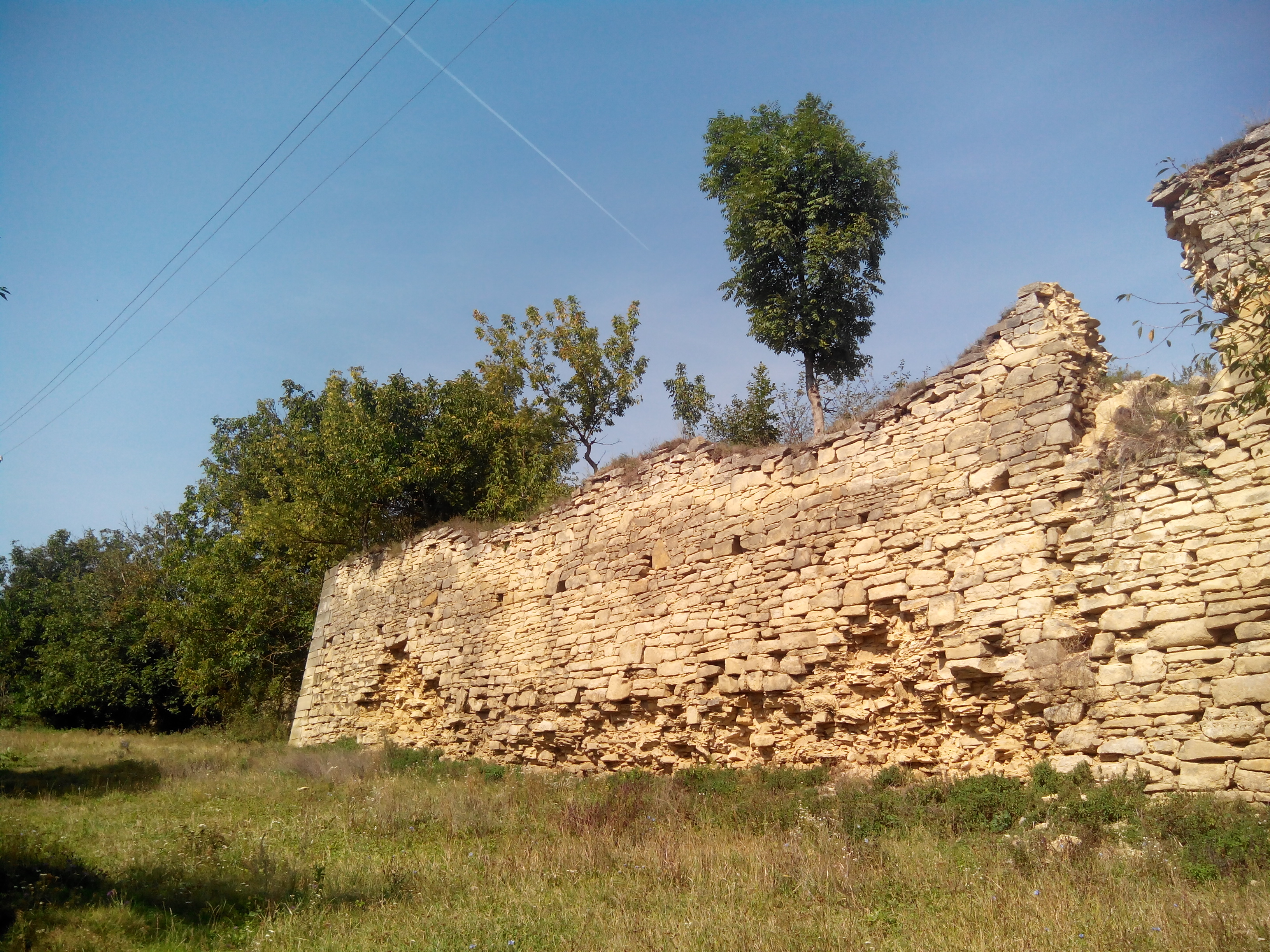
Мур Чернелицького замку
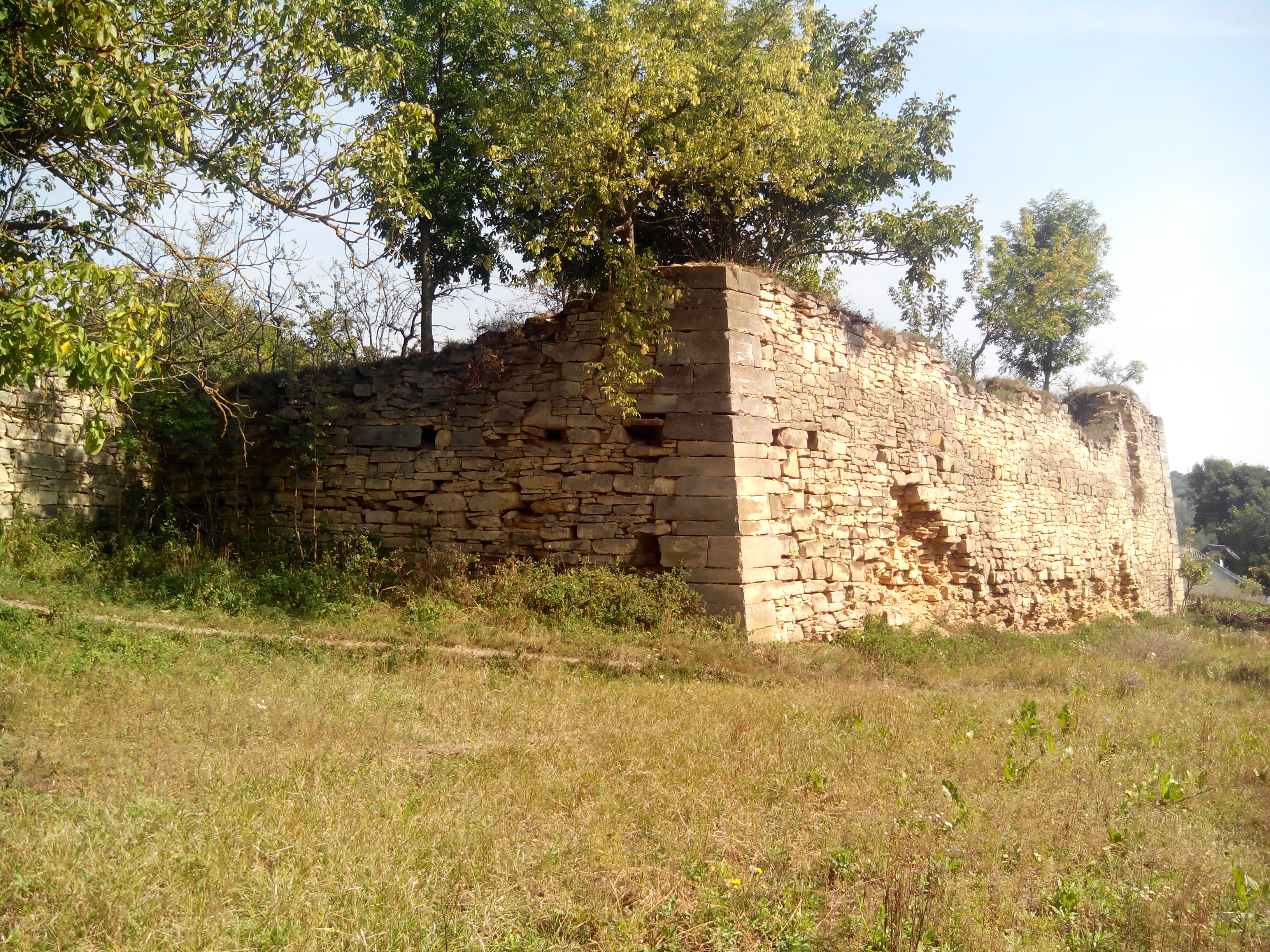
Мур Чернелицького замку
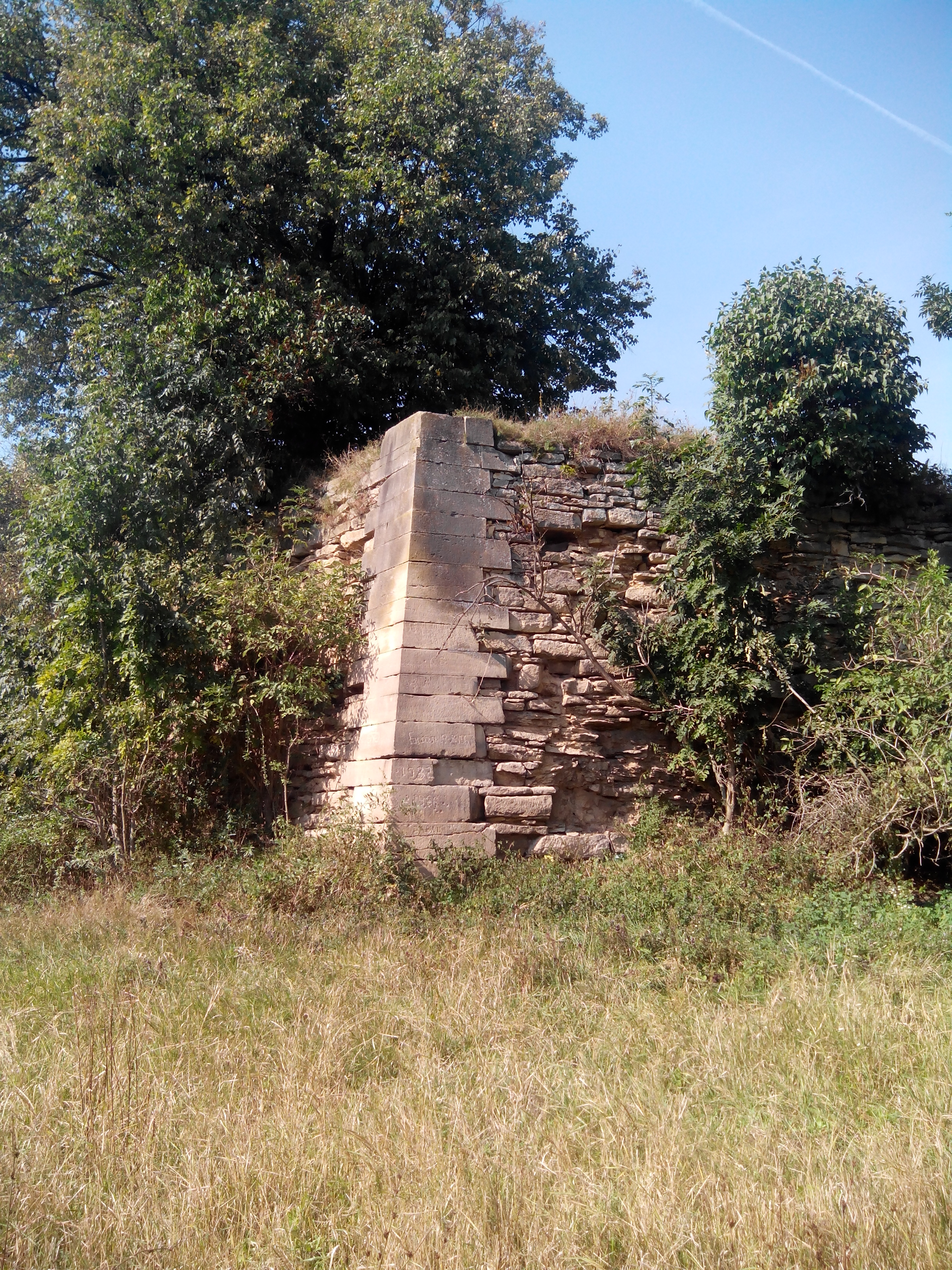
Мур Чернелицького замку
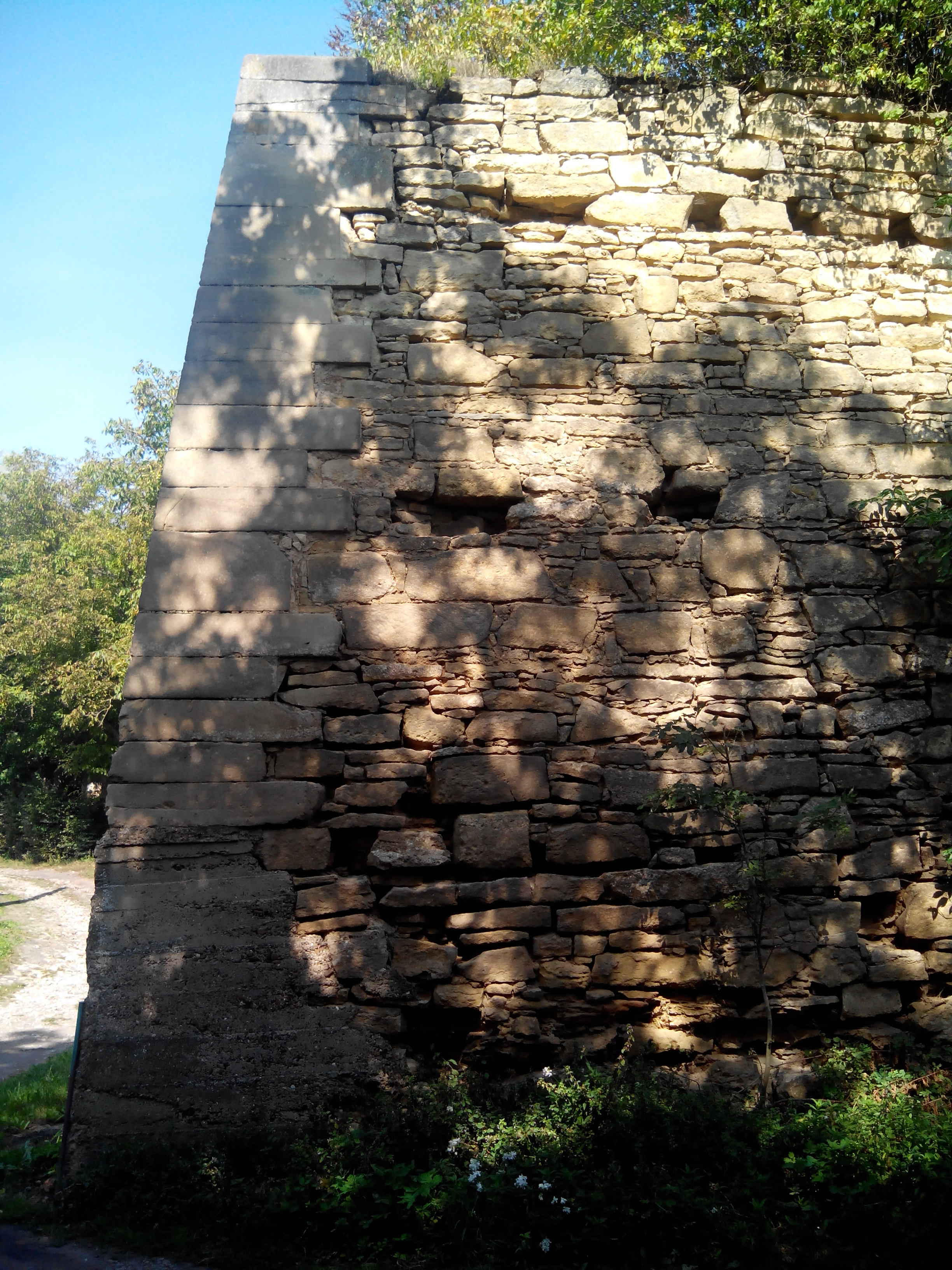
Мур Чернелицького замку
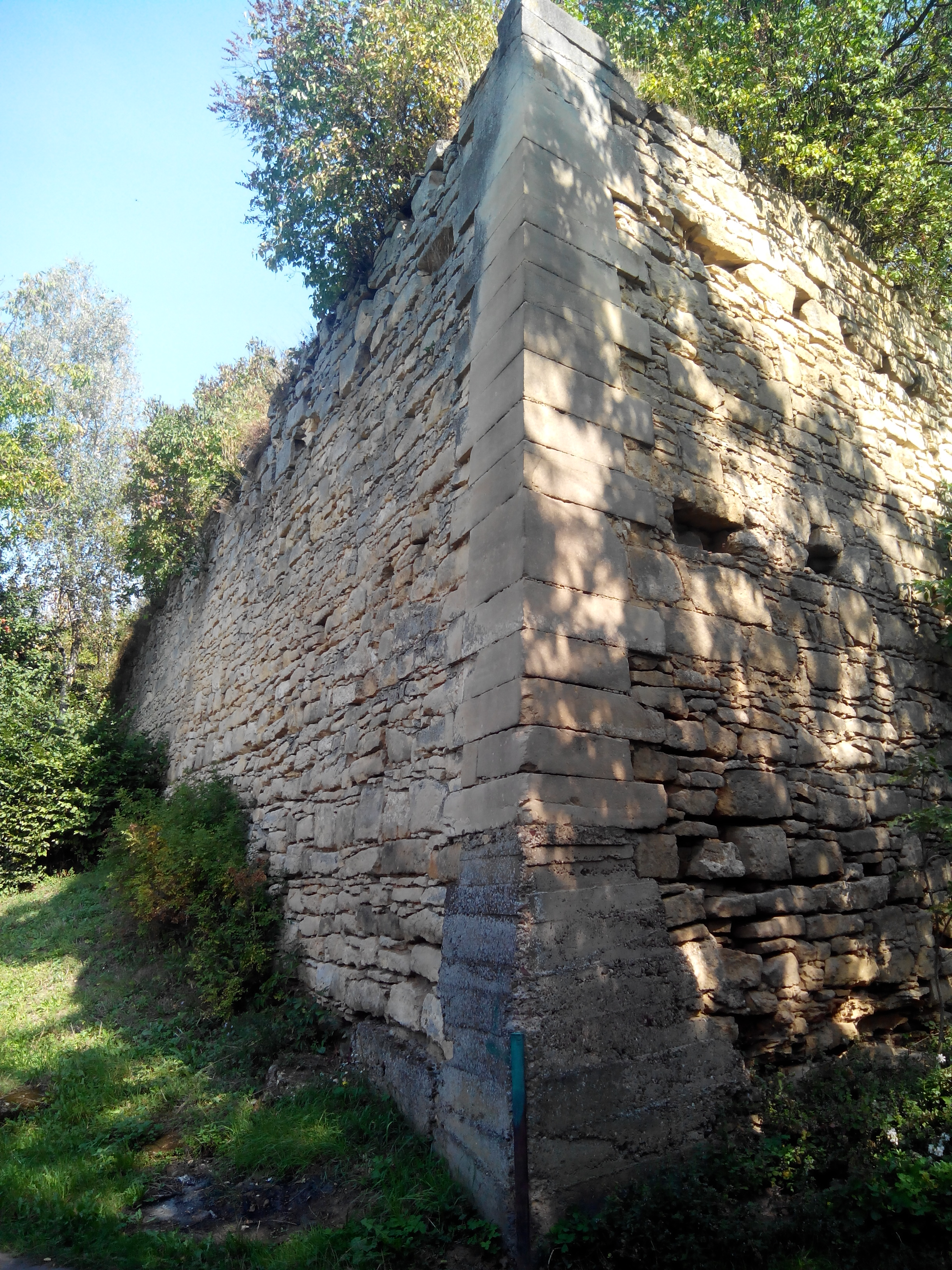
Мур Чернелицького замку
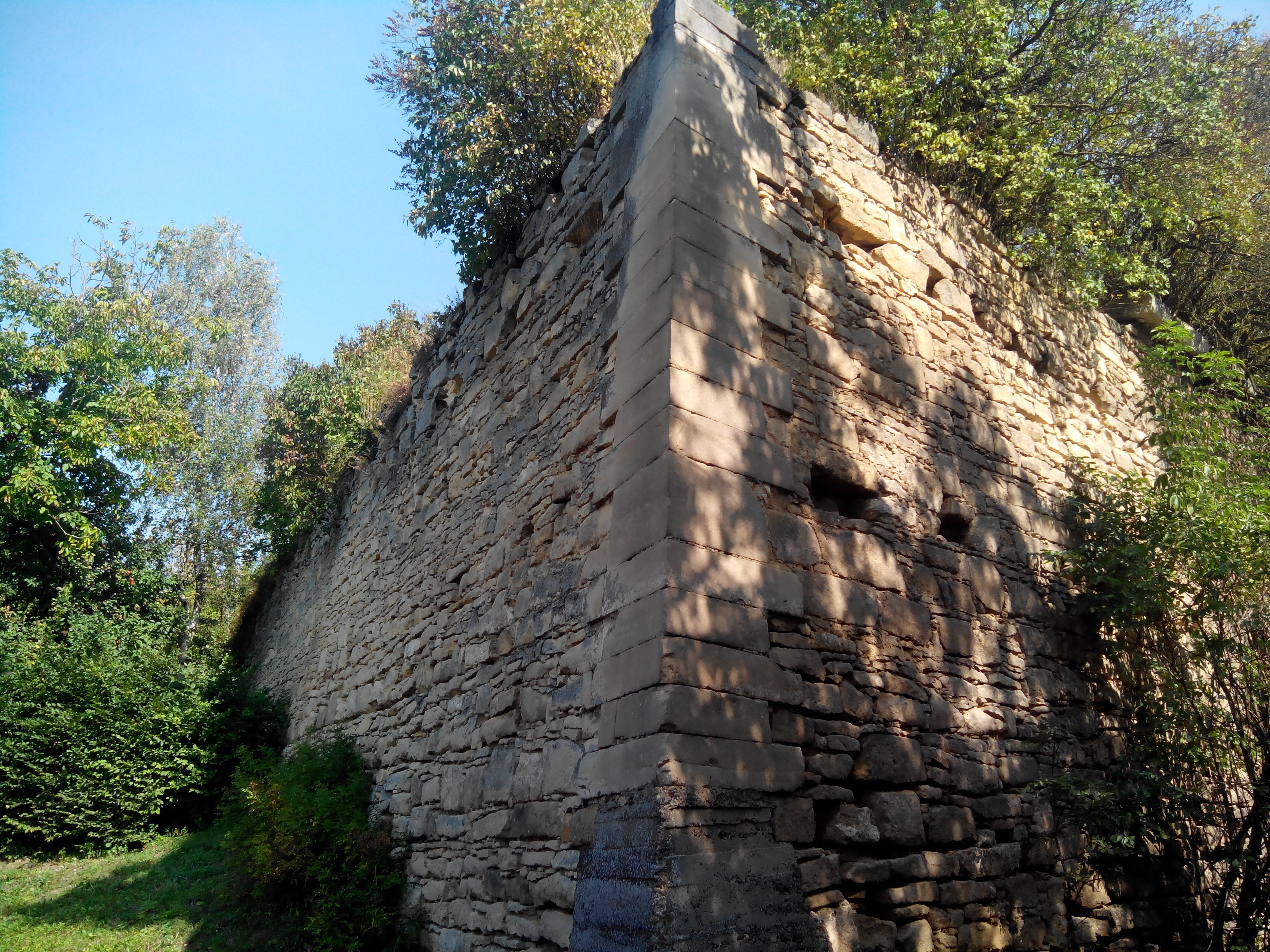
Мур Чернелицького замку
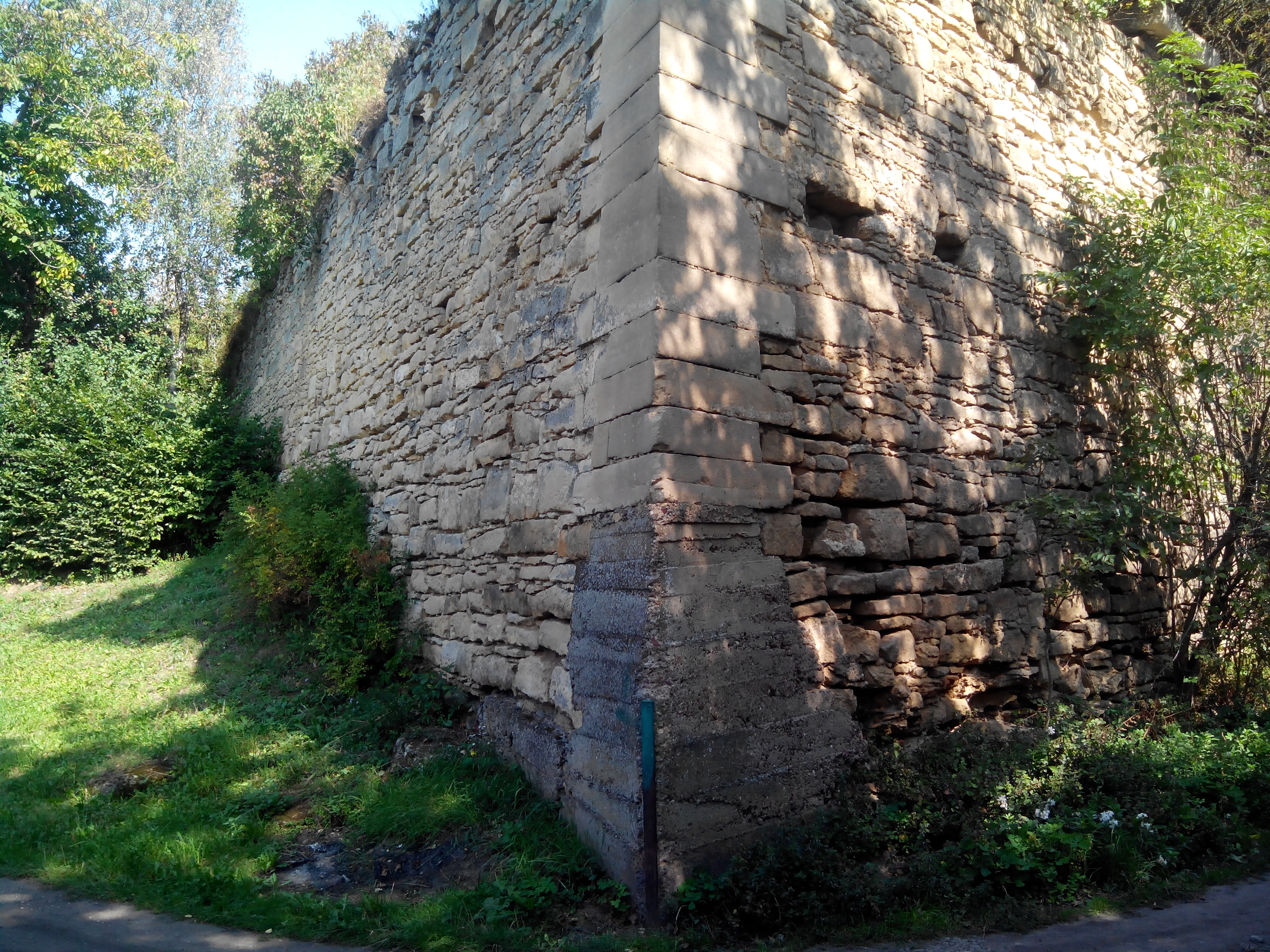
Мур Чернелицького замку
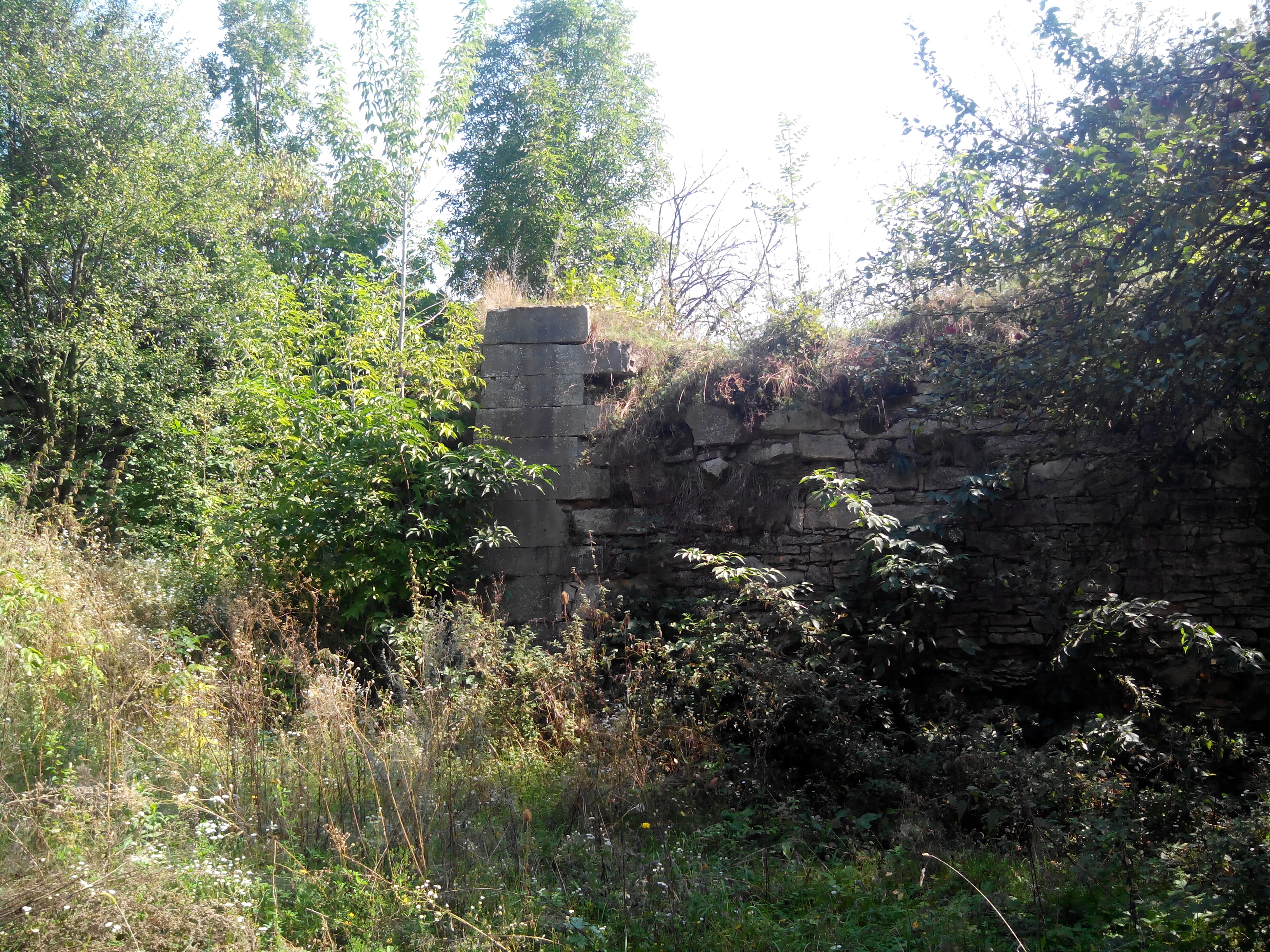
Мур Чернелицького замку
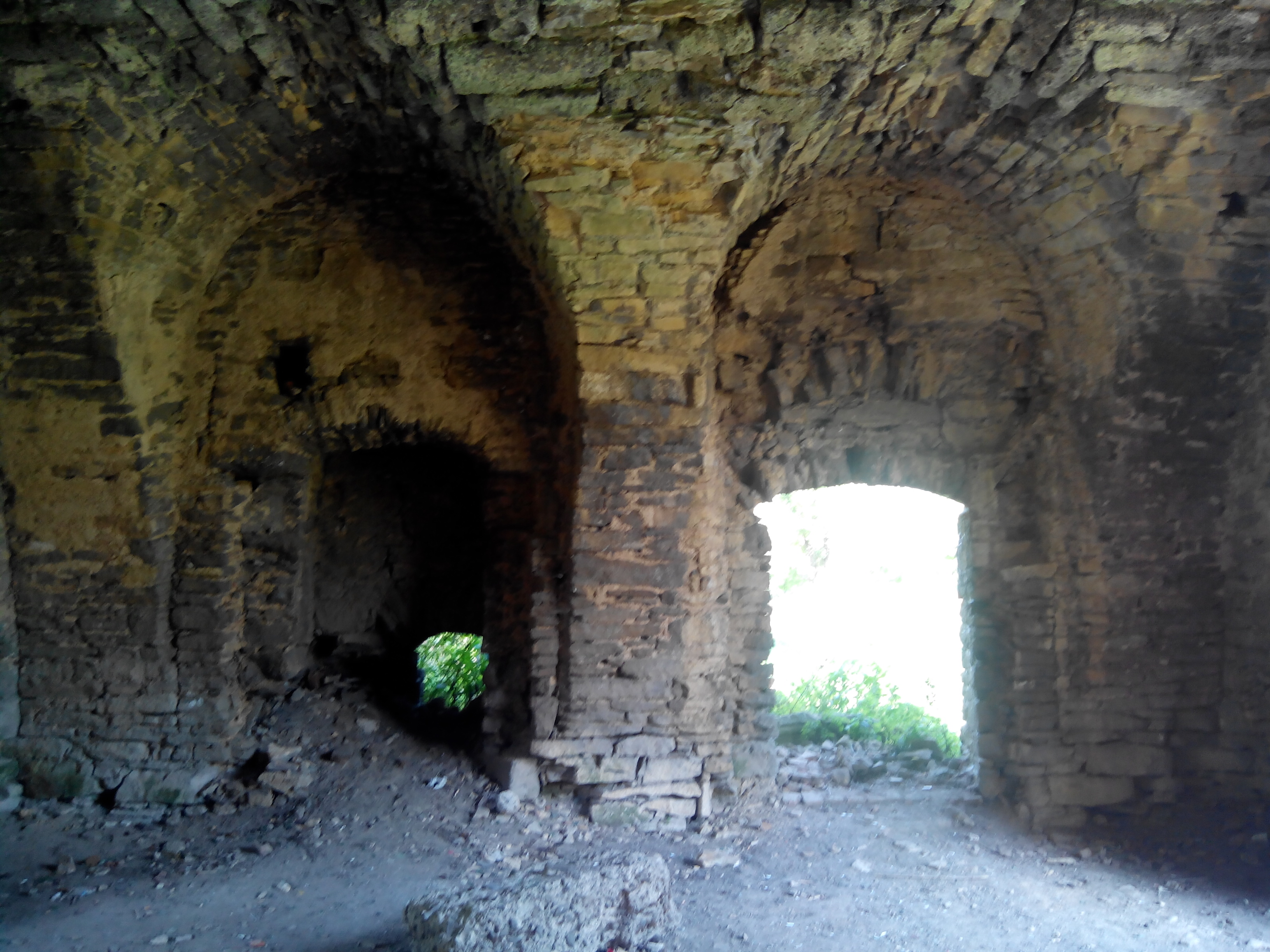
Чернелицький замок всередині
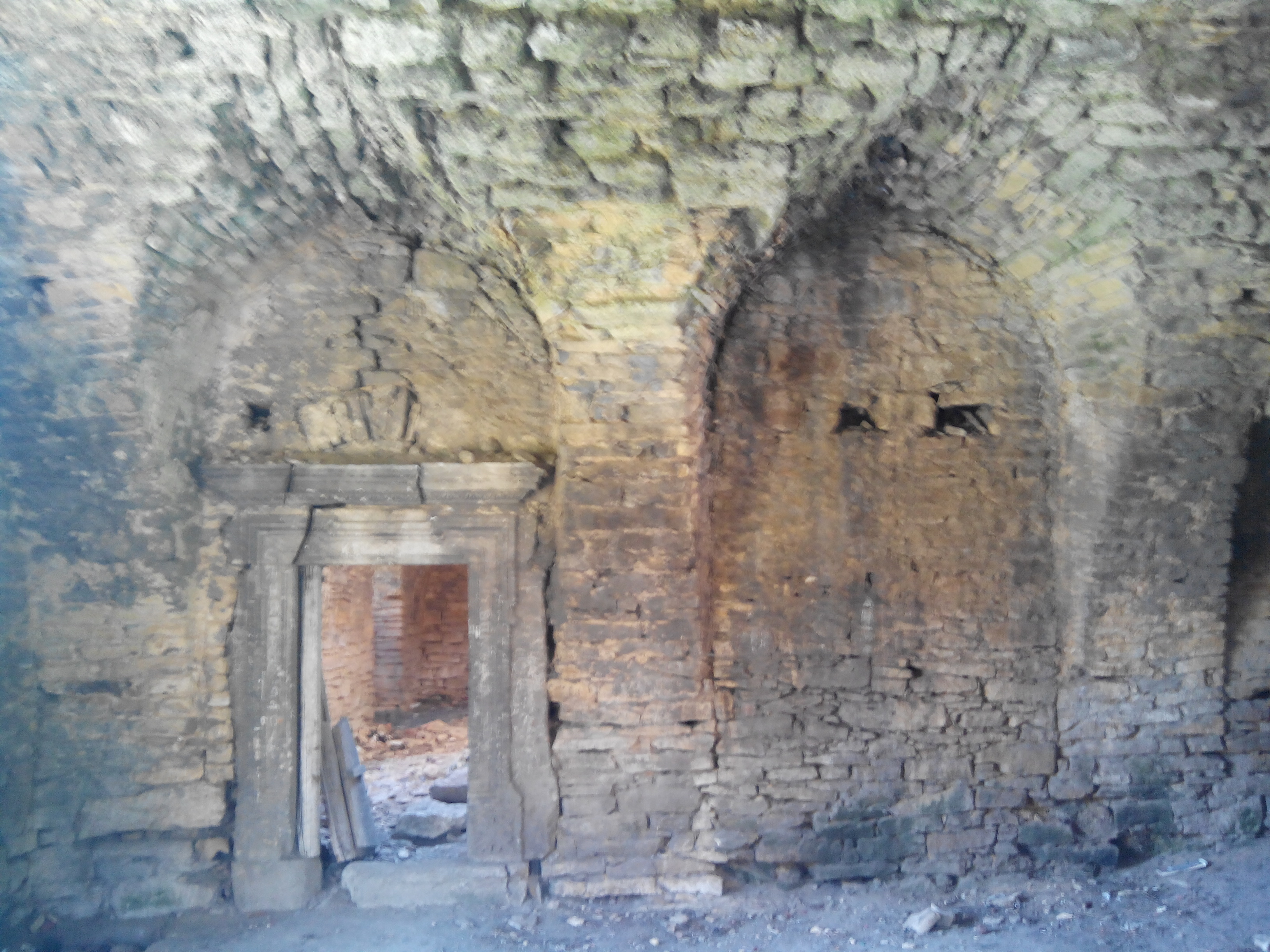
Чернелицький замок всередині
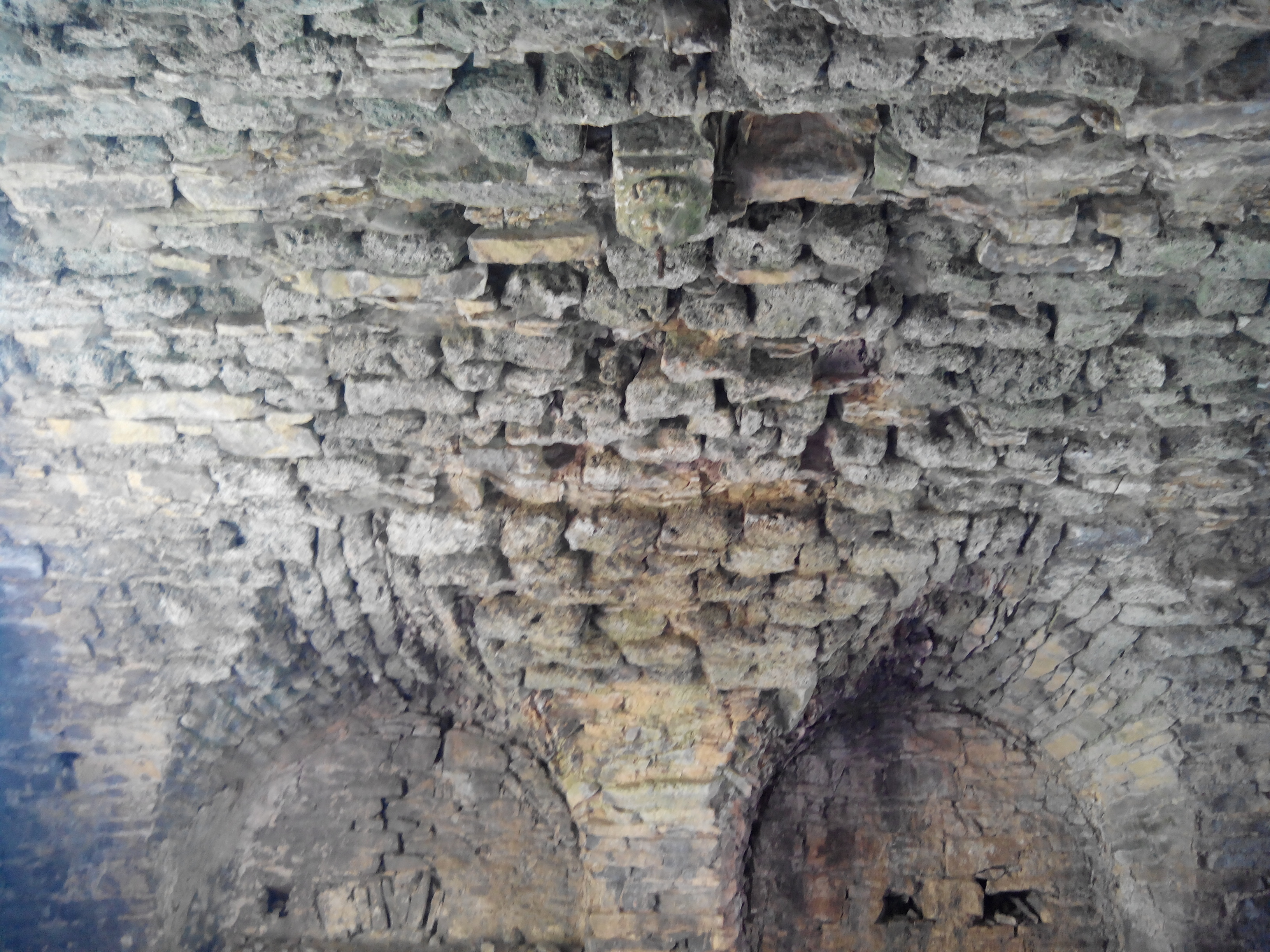
Чернелицький замок всередині
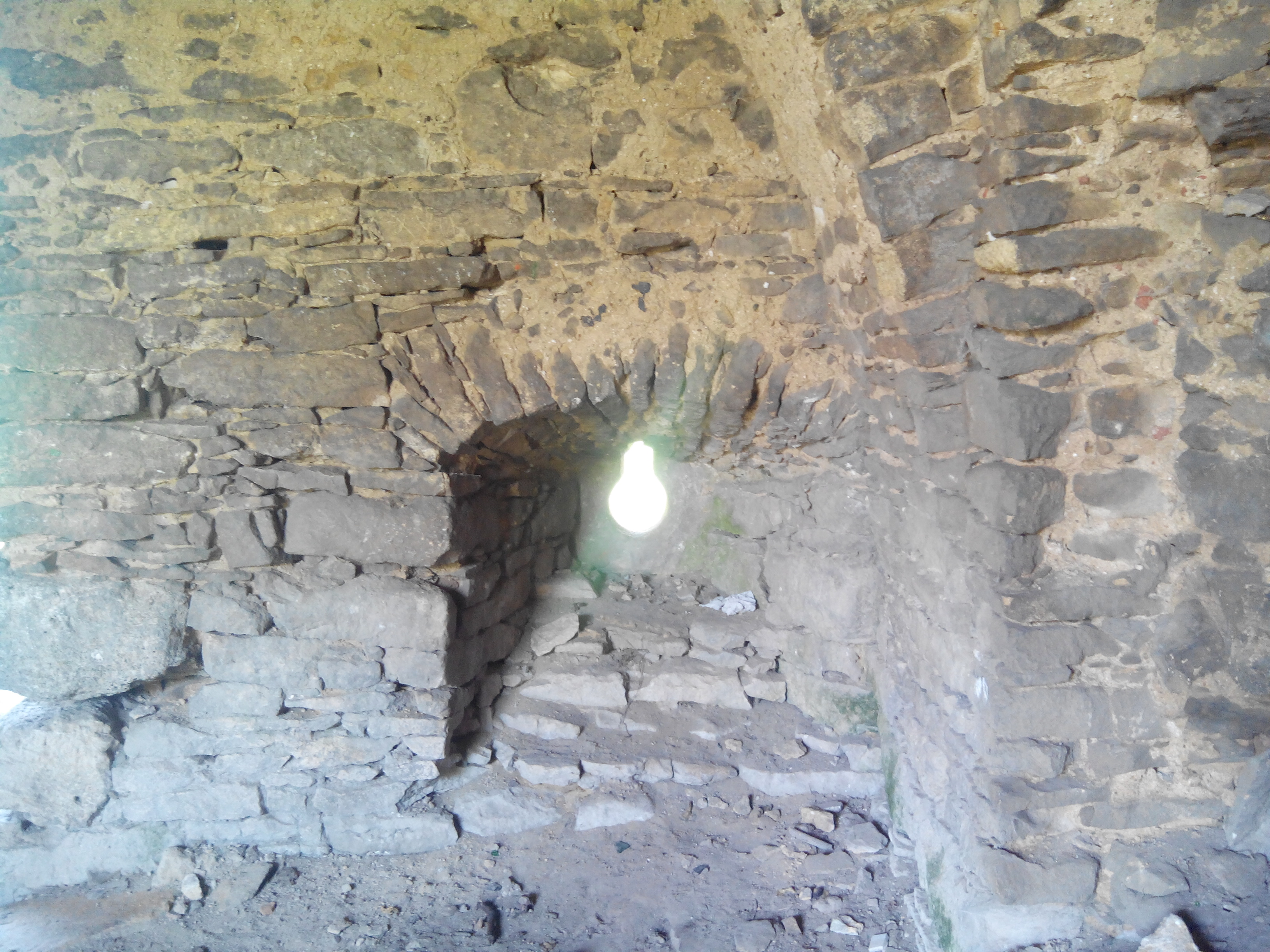
Чернелицький замок всередині
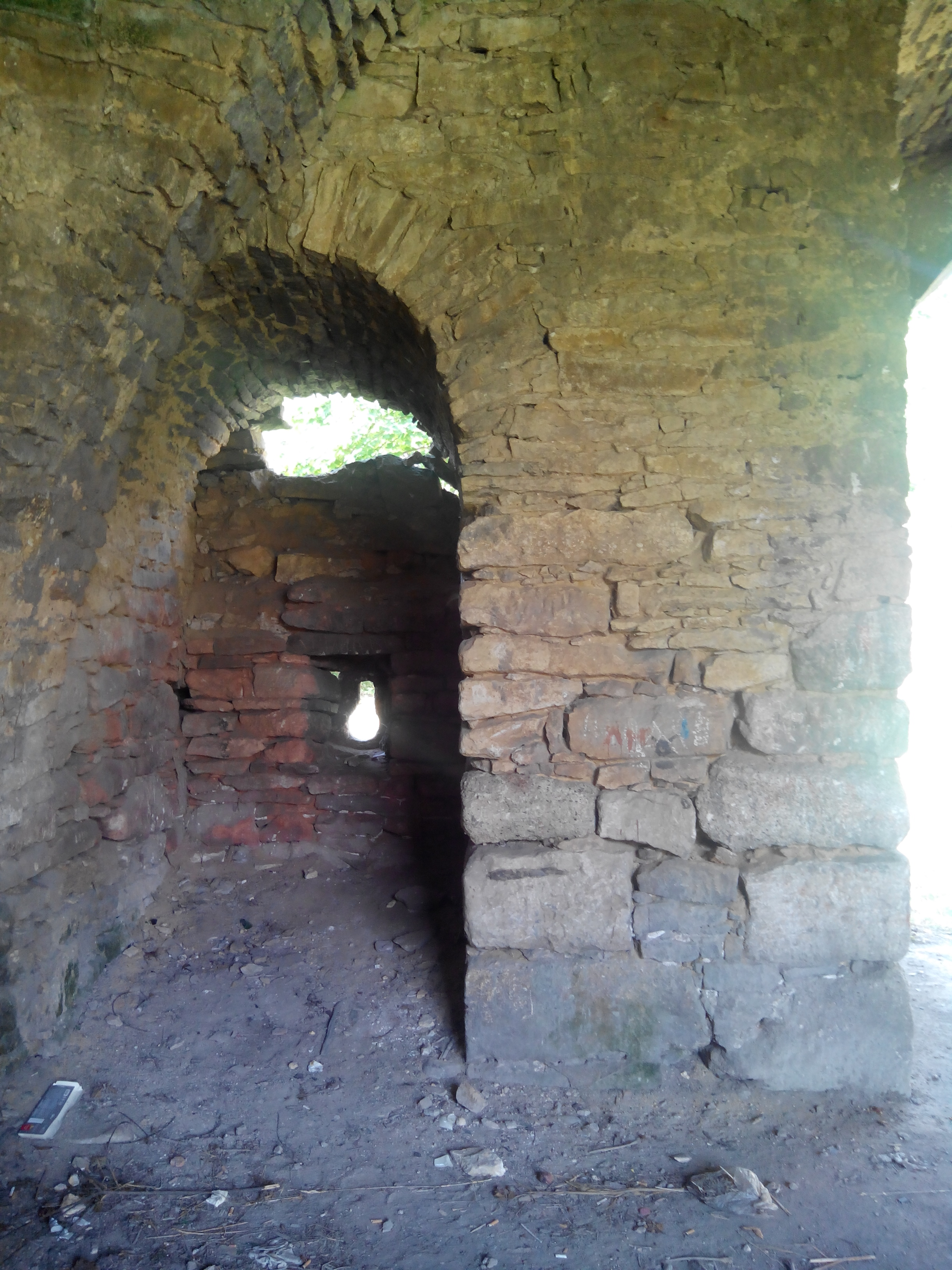
Чернелицький замок всередині
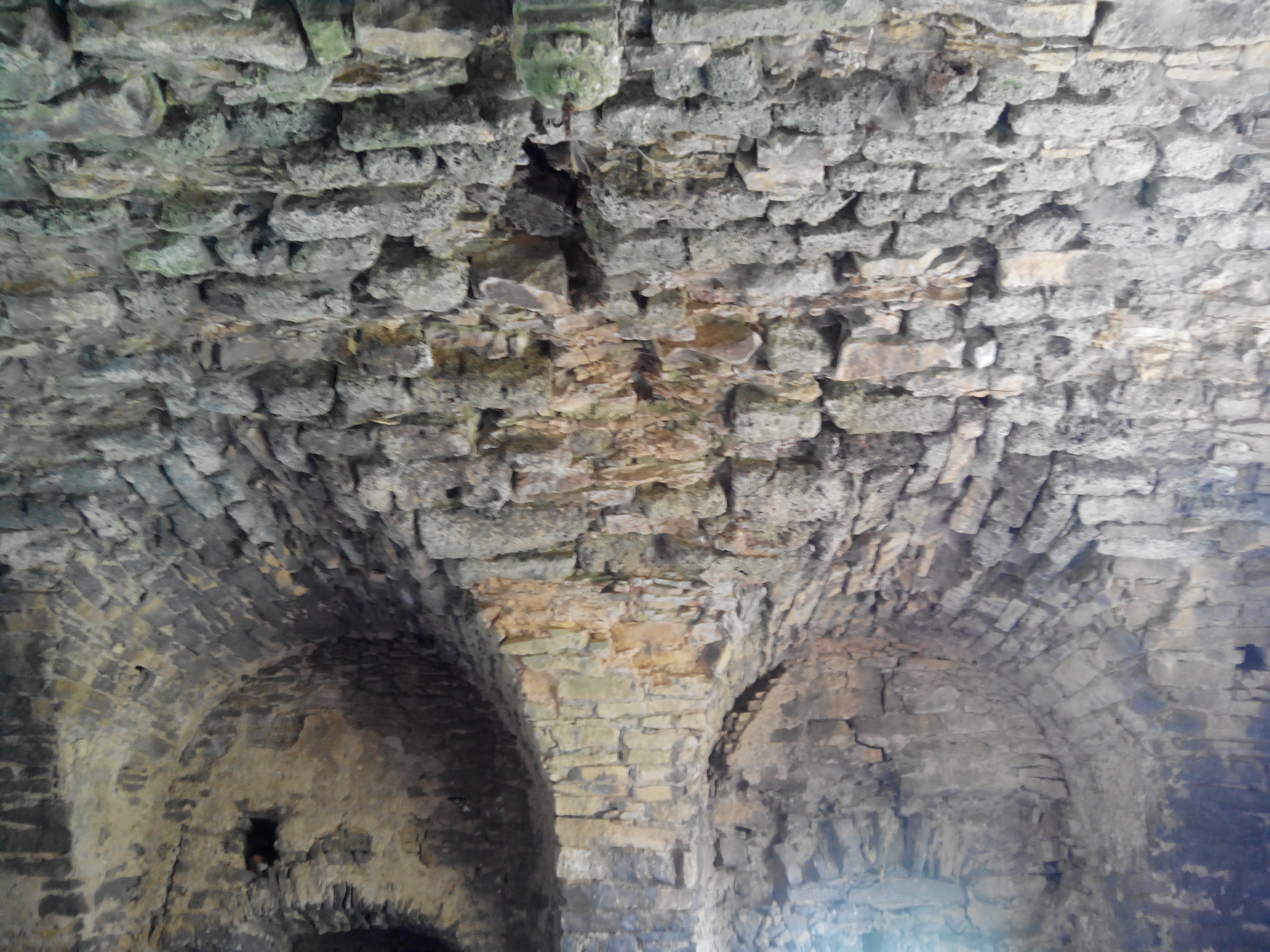
Чернелицький замок всередині
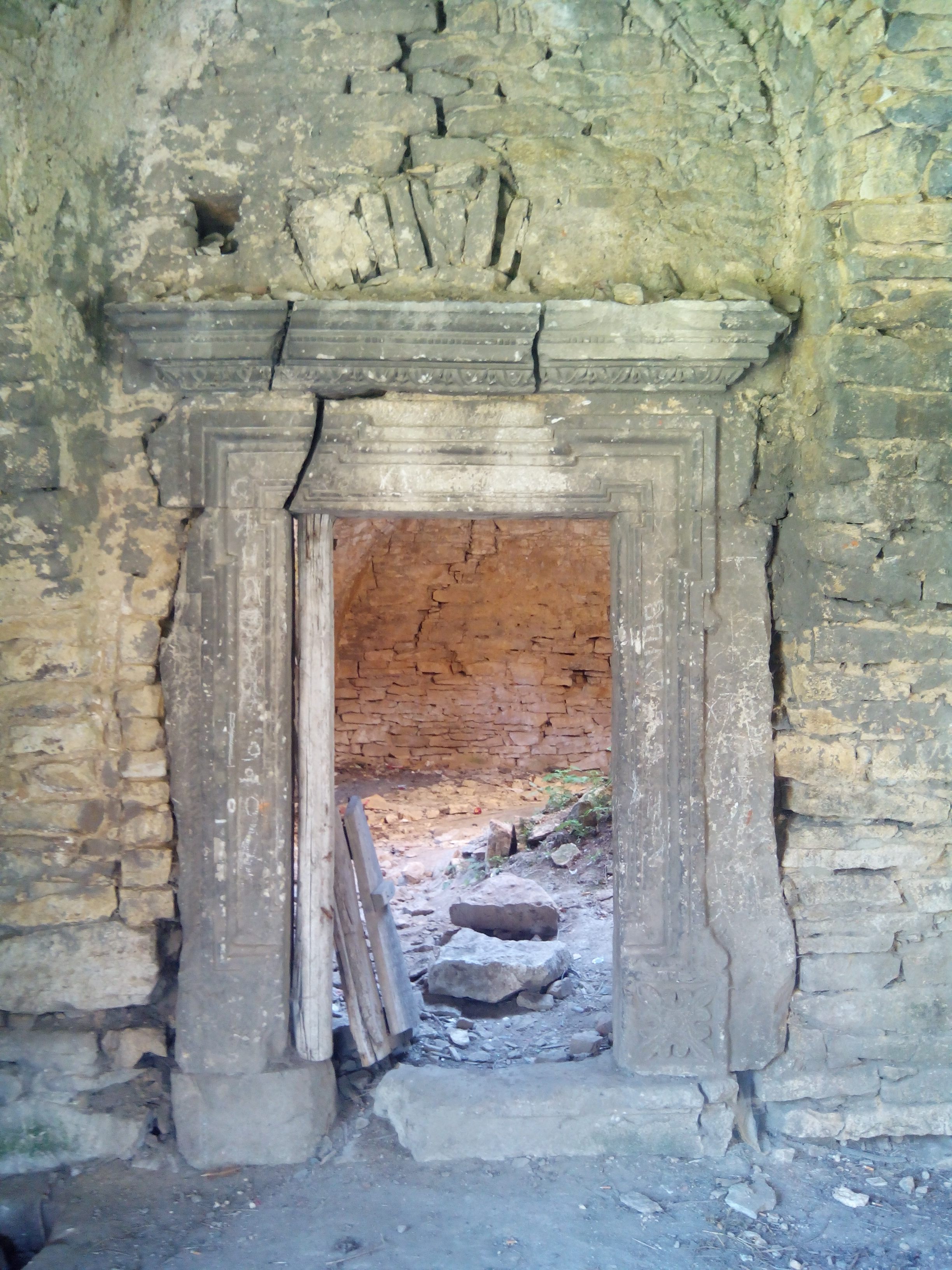
Чернелицький замок всередині
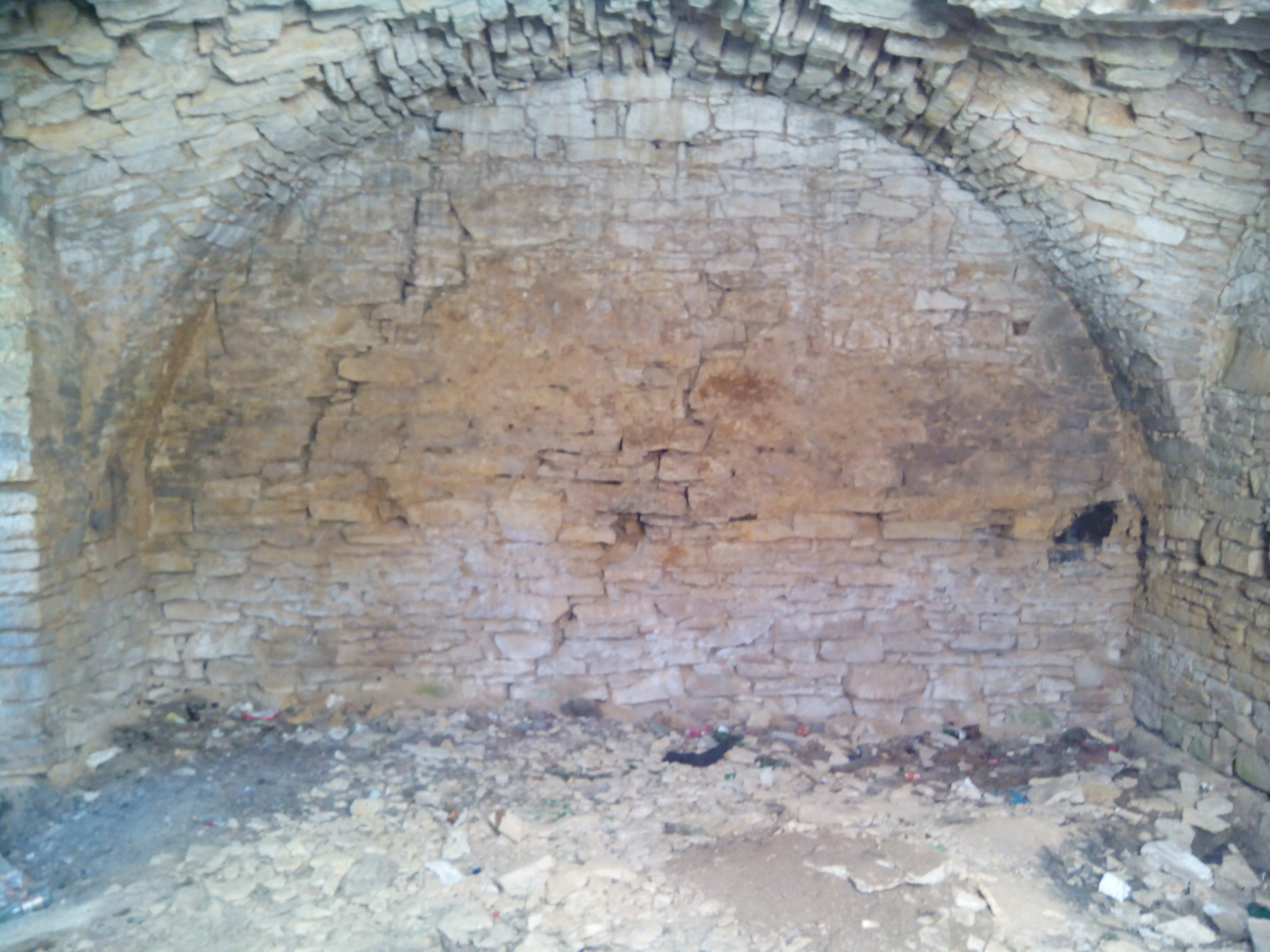
Чернелицький замок всередині
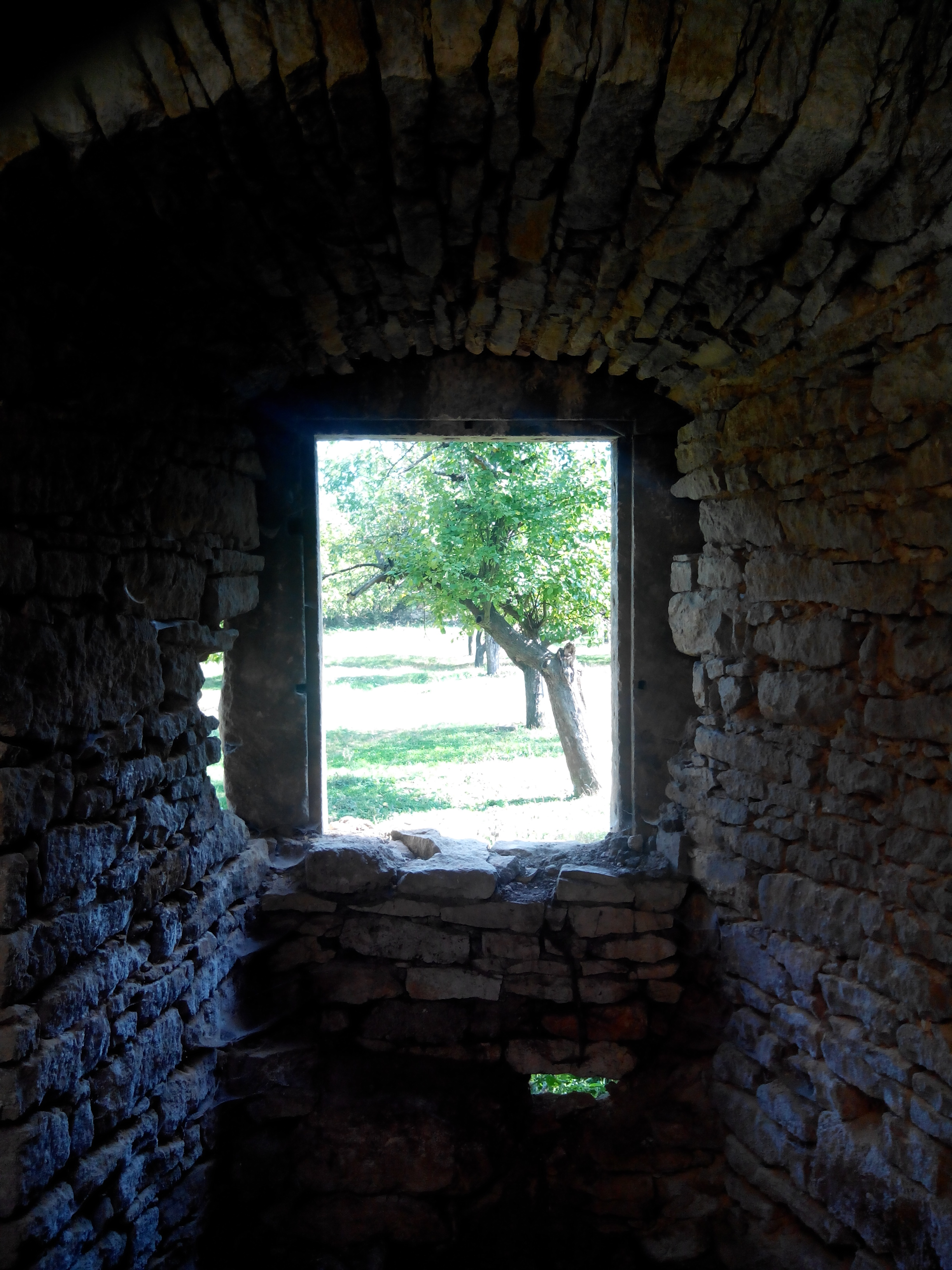
Чернелицький замок всередині
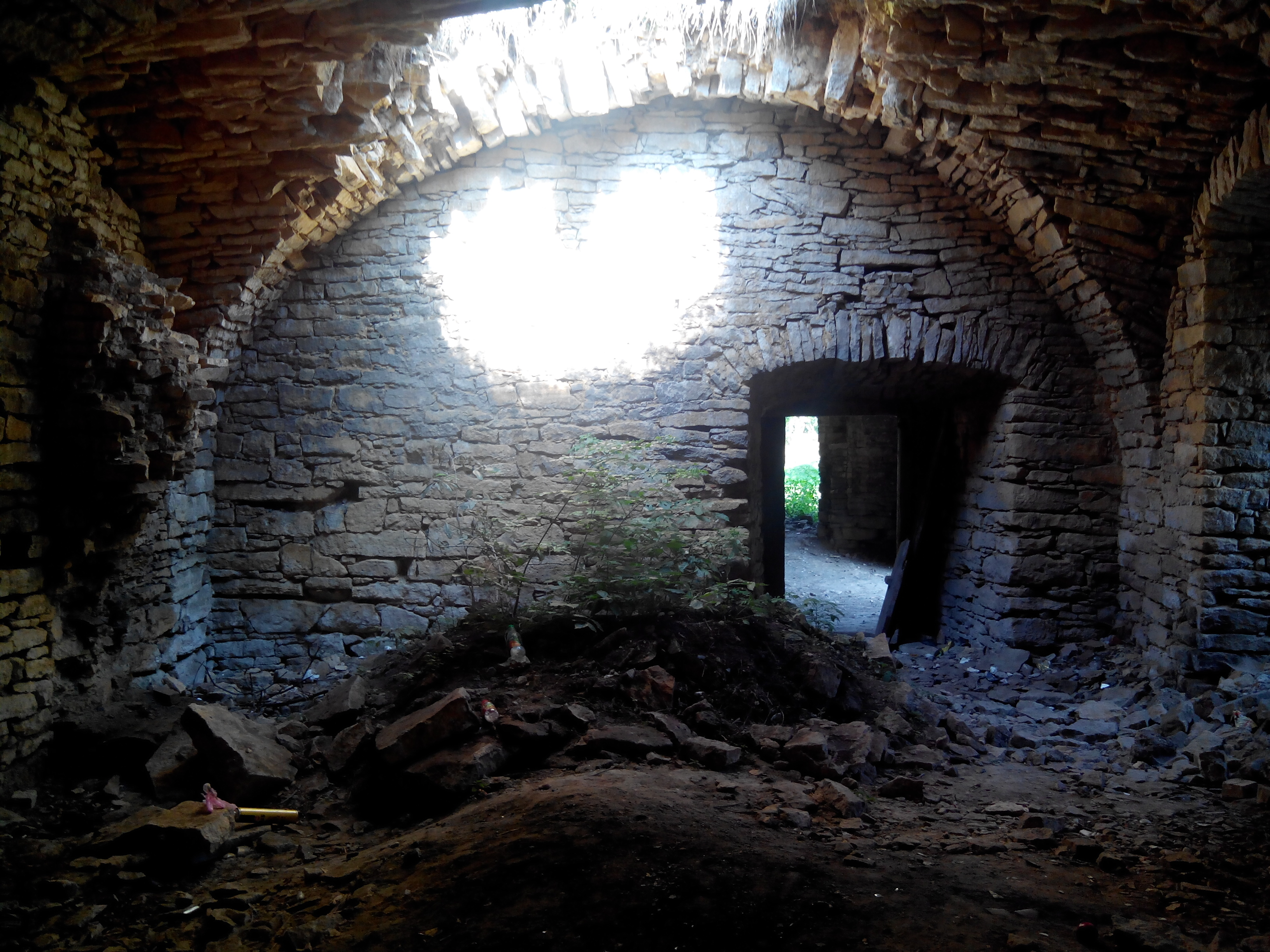
Чернелицький замок всередині
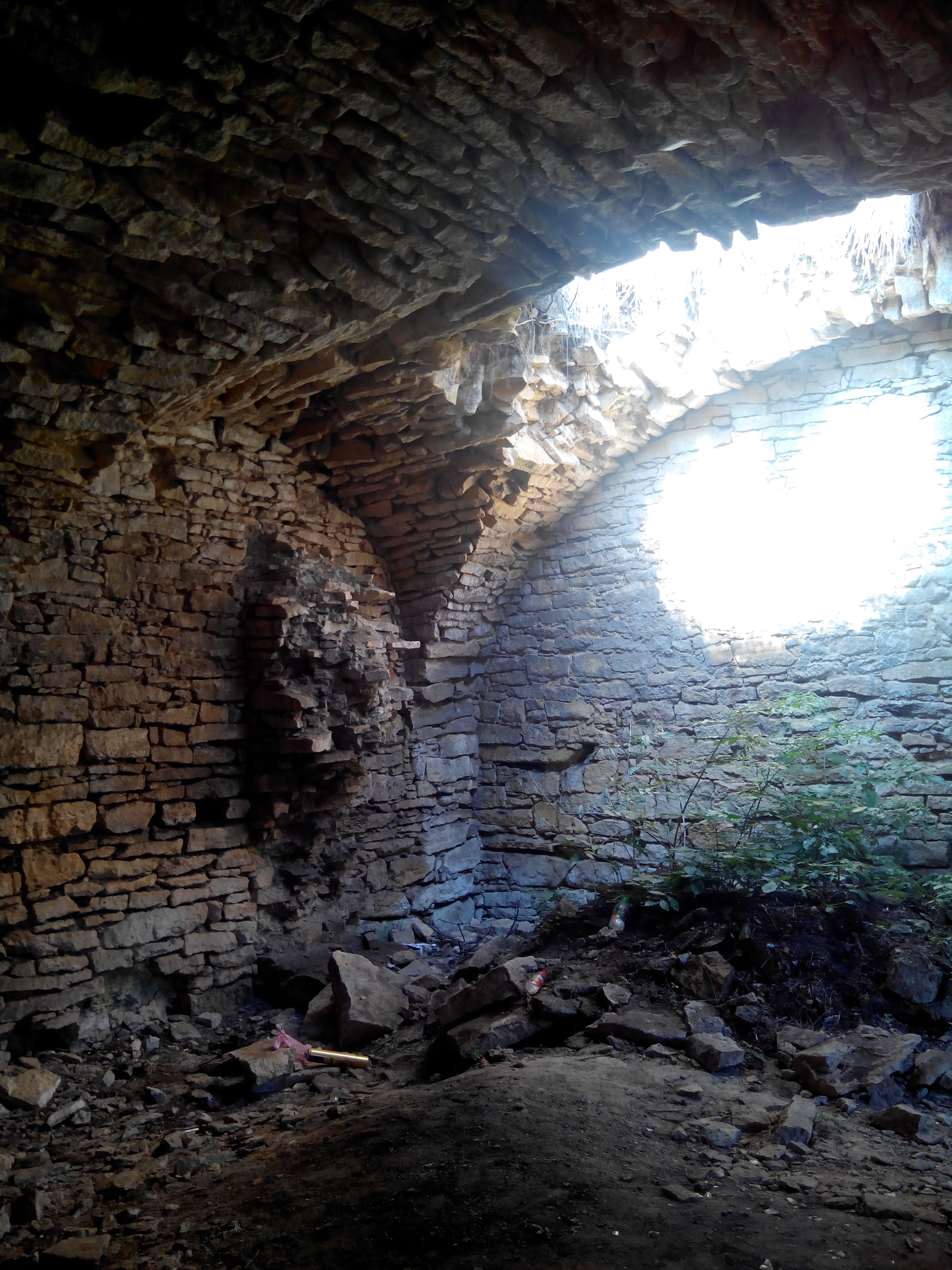
Чернелицький замок всередині